# Куча (село)
Ку́ча (укр. Куча) — село в Новоушицком районе Хмельницкой области Украины.
Население по переписи 2001 года составляло 1446 человек. Почтовый индекс — 32645. Телефонный код — 3847. Занимает площадь 5,828 км². Код КОАТУУ — 6823385001.

## Ссылки

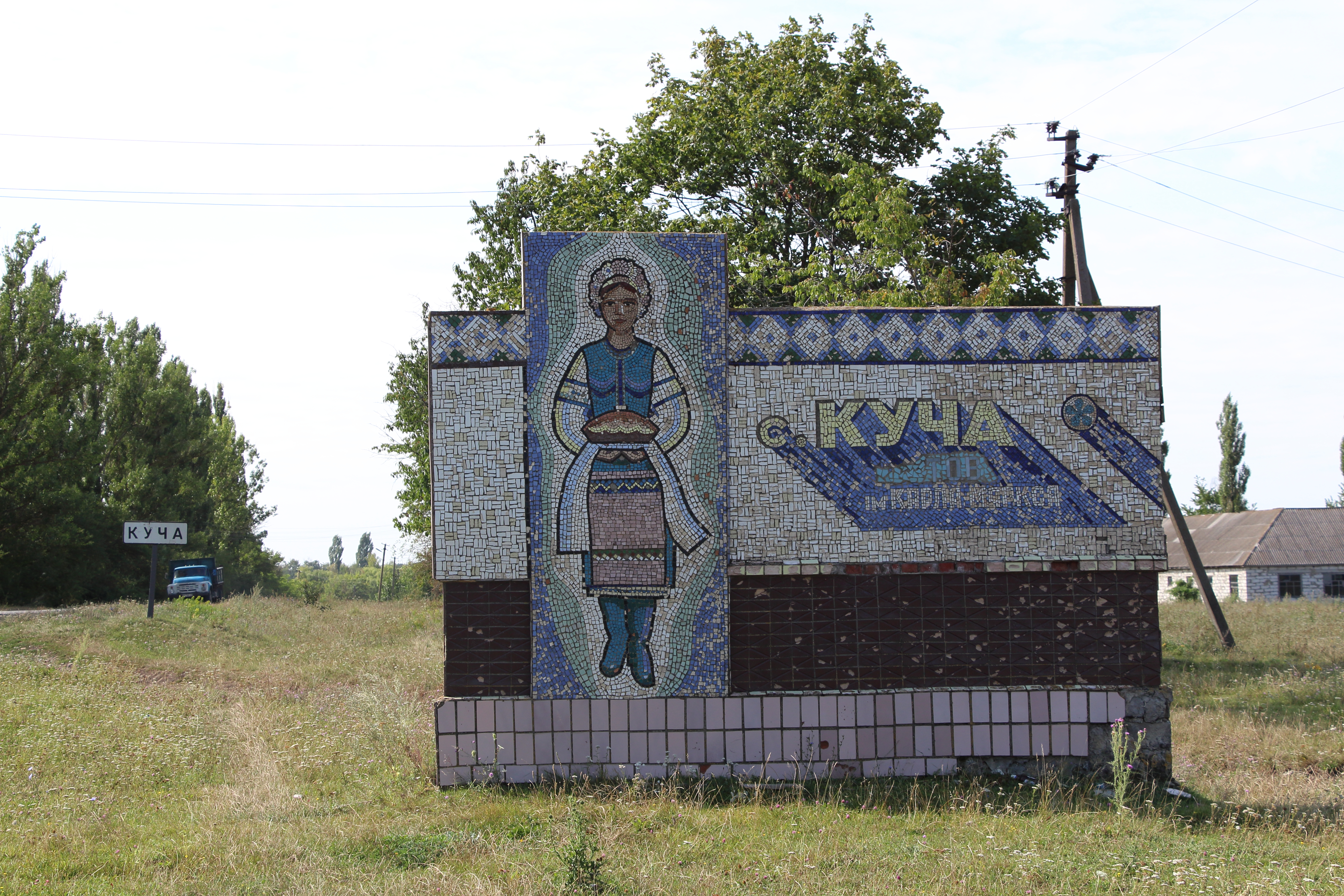
Въезд в село Куча со стороны Новой Ушицы